# Birrefringencia de flujo
En bioquímica, birrefringencia de flujo es una técnica hidrodinámica para medir las constantes de difusión rotacional (o, coeficientes de arrastre rotacional). La birrefringencia de una solución contenida entre dos cilindros concéntricos es medida como una función de la velocidad de rotación entre el cilindro interno y el externo. El flujo tiende a orientar una partícula elipsoide (típicamente, una proteína, virus, etc.) en una dirección, mientras que la difusión rotacional (rodado) hace que la molécula pierda su orientación. El equilibrio entre estos dos procesos en función del flujo es una medida de la relación axial de la partícula elipsoide.
- Datos: Q5462098